# Bugra

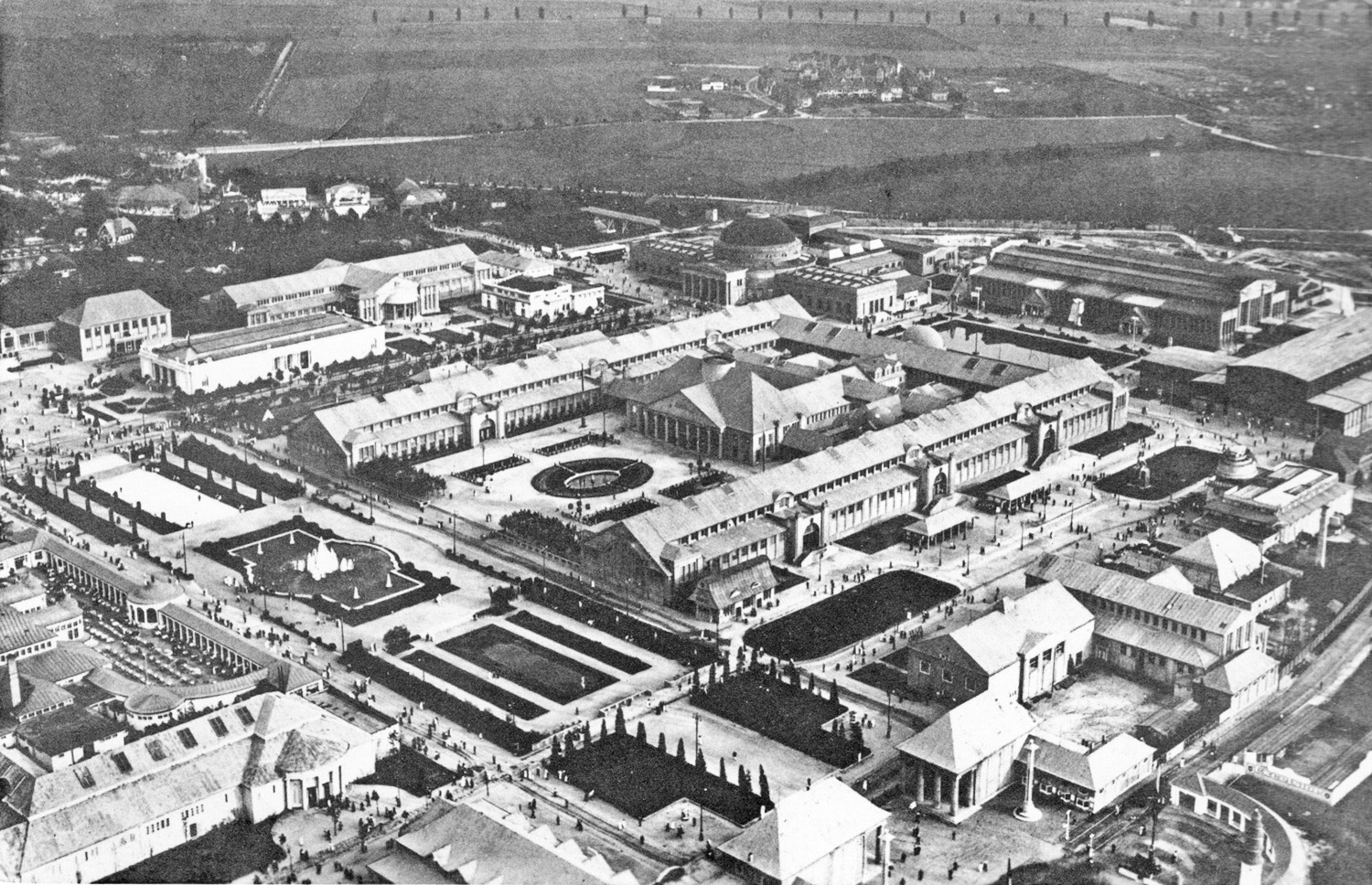
Das Ausstellungsgelände der Bugra 1914
(Blick nach Süden)

Bugra ist eine Abkürzung für die 1914 in Leipzig, der damals führenden deutschen „Buchstadt“, erstmals veranstaltete Internationale Ausstellung für Buchgewerbe und Graphik.

## Die Ausstellung 1914

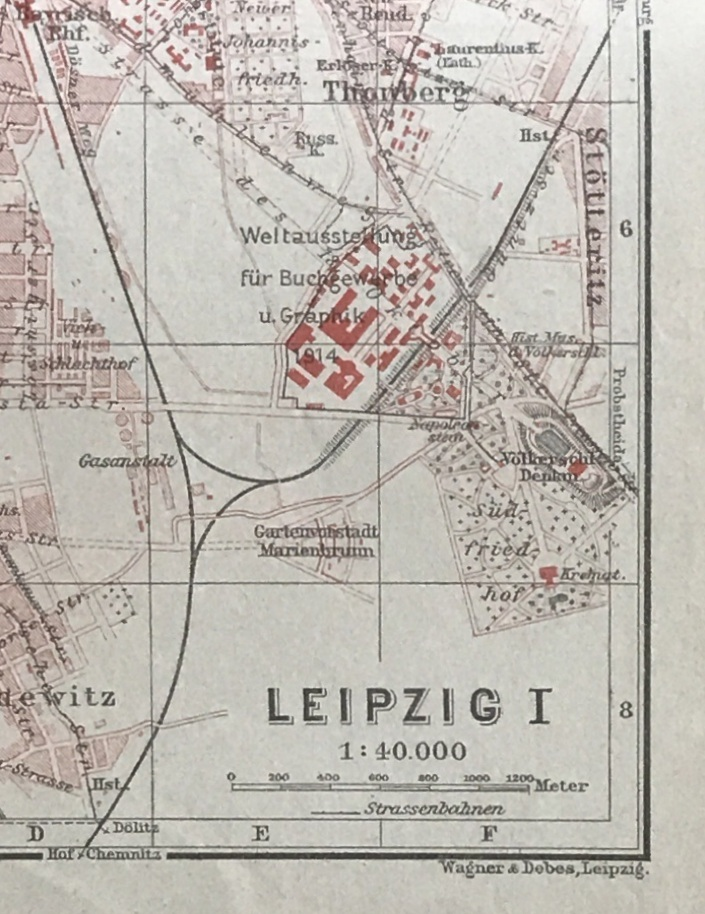
Kartenausschnitt mit dem Ausstellungsgelände im SO von Leipzig
(Baedeker-Prospekt Sommer 1914 zur Bugra)

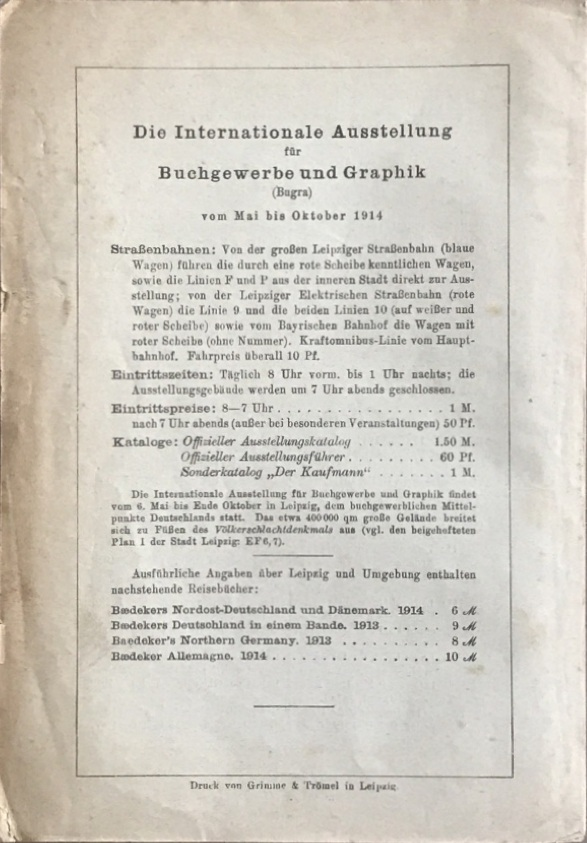
Besucherinformationen (Baedeker-Prospekt zur Bugra, 128 × 186 mm)

Die Ausstellung wurde von dem in Leipzig ansässigen Deutschen Buchgewerbeverein vom 6. Mai bis 18. Oktober 1914 durchgeführt. Initiator der Ausstellung war Max Seliger, der Direktor der Königlichen Akademie für graphische Künste und Buchgewerbe zu Leipzig. Äußerer Anlass war das 150-jährige Bestehen der von ihm geleiteten Einrichtung. Zum Präsidenten der Ausstellung wurde Ludwig Volkmann gewählt, der Vorsitzende des Buchgewerbevereins.
Das Ausstellungsgelände befand sich auf dem Gebiet des späteren Technischen Messegeländes, auf dem ein Jahr zuvor die Internationale Baufach-Ausstellung stattgefunden hatte. Neben dem Gastgeber Deutschland waren noch Gäste aus insgesamt 22 Ländern vertreten, fünf davon mit Nationalausstellungen in jeweils eigenem Pavillon. Aus Deutschland allein beteiligten sich 2300 Firmen und Personen.
Im Mittelpunkt standen nicht nur Herstellung und Vertrieb des Buches, sondern auch die Herstellung der notwendigen Rohmaterialien und Maschinen und die graphischen Künste. Dazu war die Ausstellung in 16 Haupt- und etwa 60 Untergruppen gegliedert. Die Palette reichte von Maschinen und Produkten der Papierherstellung über Schriftgießerei, Druckverfahren, Reprotechnik, Buchbinderei und Buchhandel bis zu Zeitungs- und Nachrichtenwesen, Bibliothekswesen und Bibliophilie. Die Firma Wolf Netter & Jacobi zeigte eine dreistöckige freistehende Regalanlage für Archive und Bibliotheken, die im In- und Ausland große Beachtung fand.
Es gab Sonderausstellungen für bestimmte Berufs- und Interessenskreise wie „Die Frau im Buchgewerbe und in der Graphik“, „Der Kaufmann“, „Schule und Buchgewerbe“, „Deutschland im Bild“ und andere. In der Halle der Kultur (heute Halle 16, Eventpalast) erhielten Künstler die Möglichkeit, ihre grafischen Werke, Buchillustrationen und Plakate zu präsentieren. Ausstellungsobjekt war auch die Haynsburger Papiermühle, in der von 1700 bis 1909 handwerklich Papier hergestellt worden war.
Die besten Arbeiten und Produkte wurden durch Medaillen prämiert, die von einer Fachjury vergeben wurden, in der u. a. der Typograf Georg Belwe, der Verleger Hans von Weber und der Grafiker Walter Tiemann mitwirkten. Unter den ausgezeichneten Firmen waren die Druckereien Oscar Brandstetter und Fischer & Wittig sowie die Papierfabrik Ferdinand Flinsch. Preisträger bei den bildenden Künstlern waren unter anderen Max Klinger, Edvard Munch, Käthe Kollwitz, Gustav Klimt und Erich Gruner. Der Maler Carl Otto Czeschka erhielt für seine Arbeiten den Königlich-Sächsischen Staatspreis verliehen.
Es wurden 2,3 Millionen Besucher der Ausstellung aus allen sozialen Schichten gezählt. Allerdings kam bis zu Kriegsbeginn der Hauptteil, zwei Millionen, danach ging der Besucherandrang ab August 1914 wegen des Ausbruchs des Ersten Weltkrieges drastisch zurück. Die Bugra blieb zwar geöffnet, aber die Pavillons der nun feindlichen Staaten Russland, England, Frankreich, Belgien und Japan wurden geschlossen. Finanziell brachte die Ausstellung deshalb ein Minus von einer halben Million Reichsmark für die Stadt Leipzig als Ausrichterin. Nach ihrer Schließung am 18. Oktober wurden die meisten Bauten abgerissen. Auf dem Gelände wurde ein Exerzierfeld geschaffen. Die Reste der Ausstellungsstücke wurden vom Deutschen Buch- und Schriftmuseum in Leipzig übernommen. Am 4. Dezember 1943 brannte nach einer Bombardierung Leipzigs im Zweiten Weltkrieg das Museum aus. Viele Stücke gingen verloren oder wurden beschädigt. Das damals zentral ausgestellte originale Wachssiegel von Johannes Gutenberg schmolz dabei, lediglich die Verpackung, eine Holzschachtel, blieb erhalten.

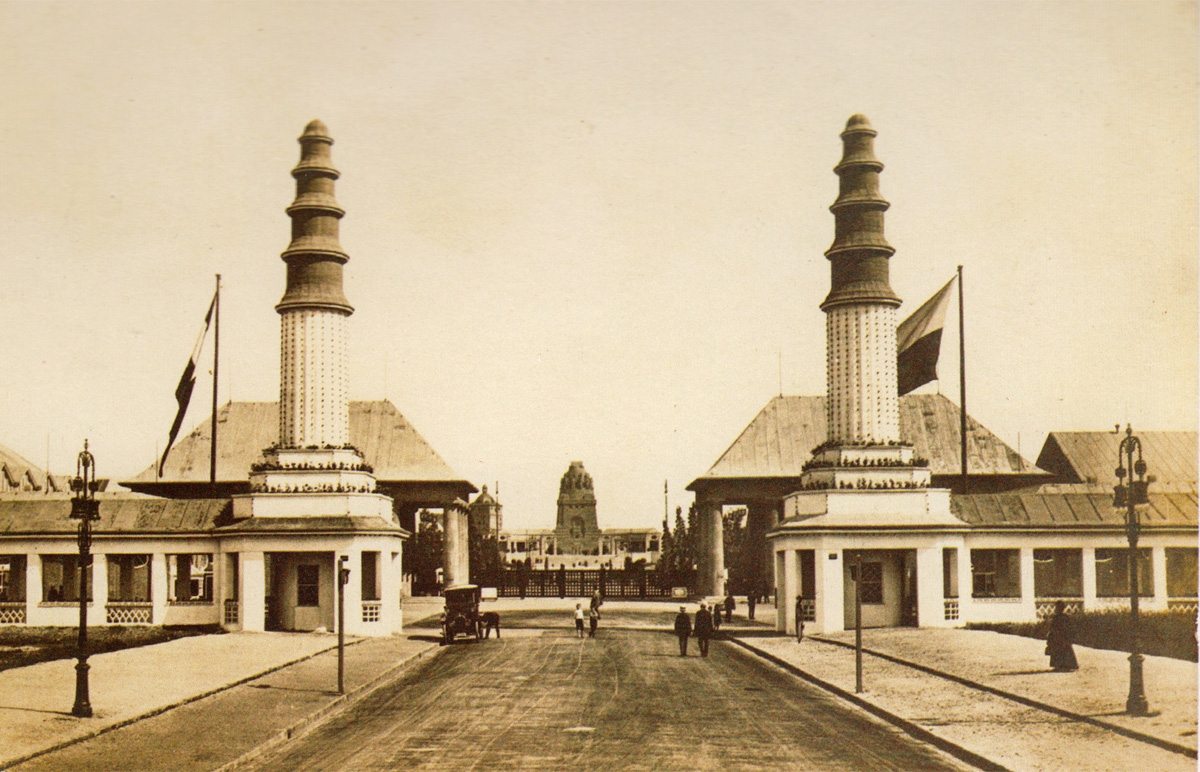
Der Ausstellungseingang Straße des 18. Oktober
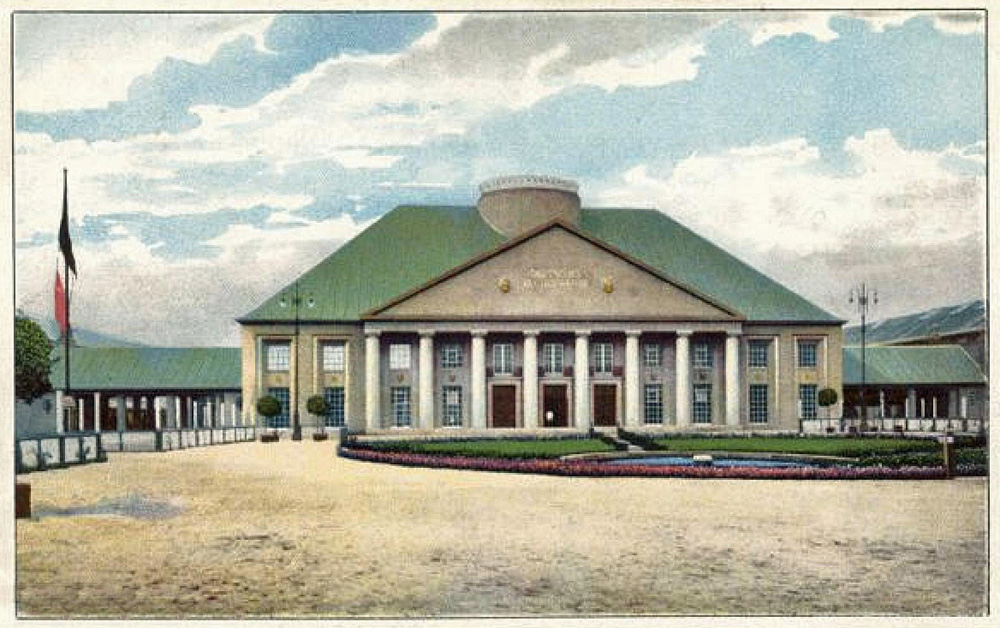
Eingang der Haupthalle
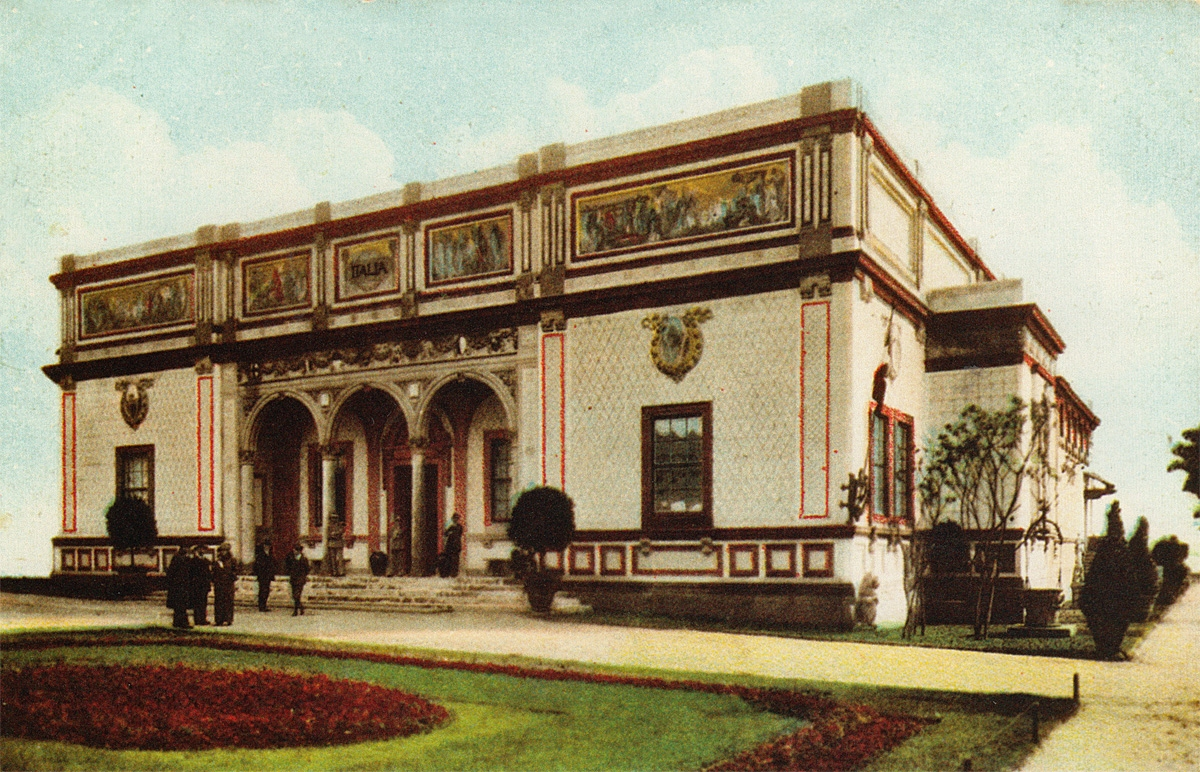
Der italienische Pavillon
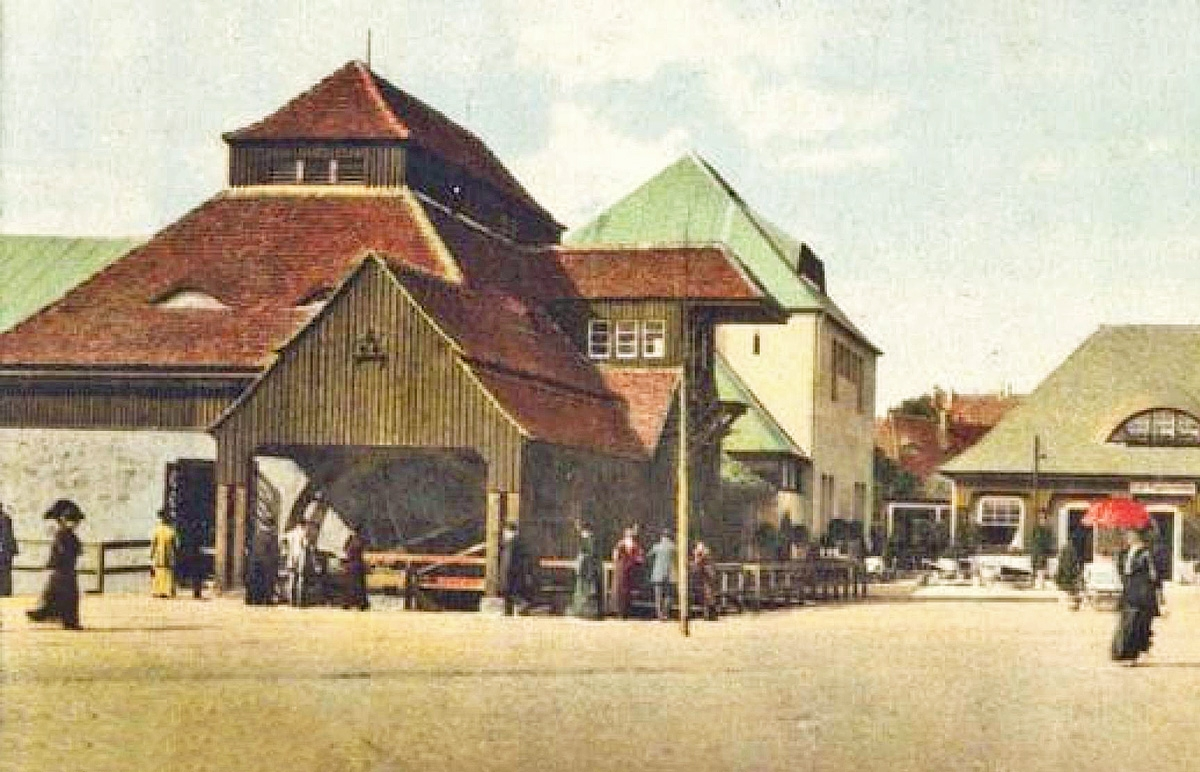
Die Haynsburger Mühle und das Papiermühlcafé
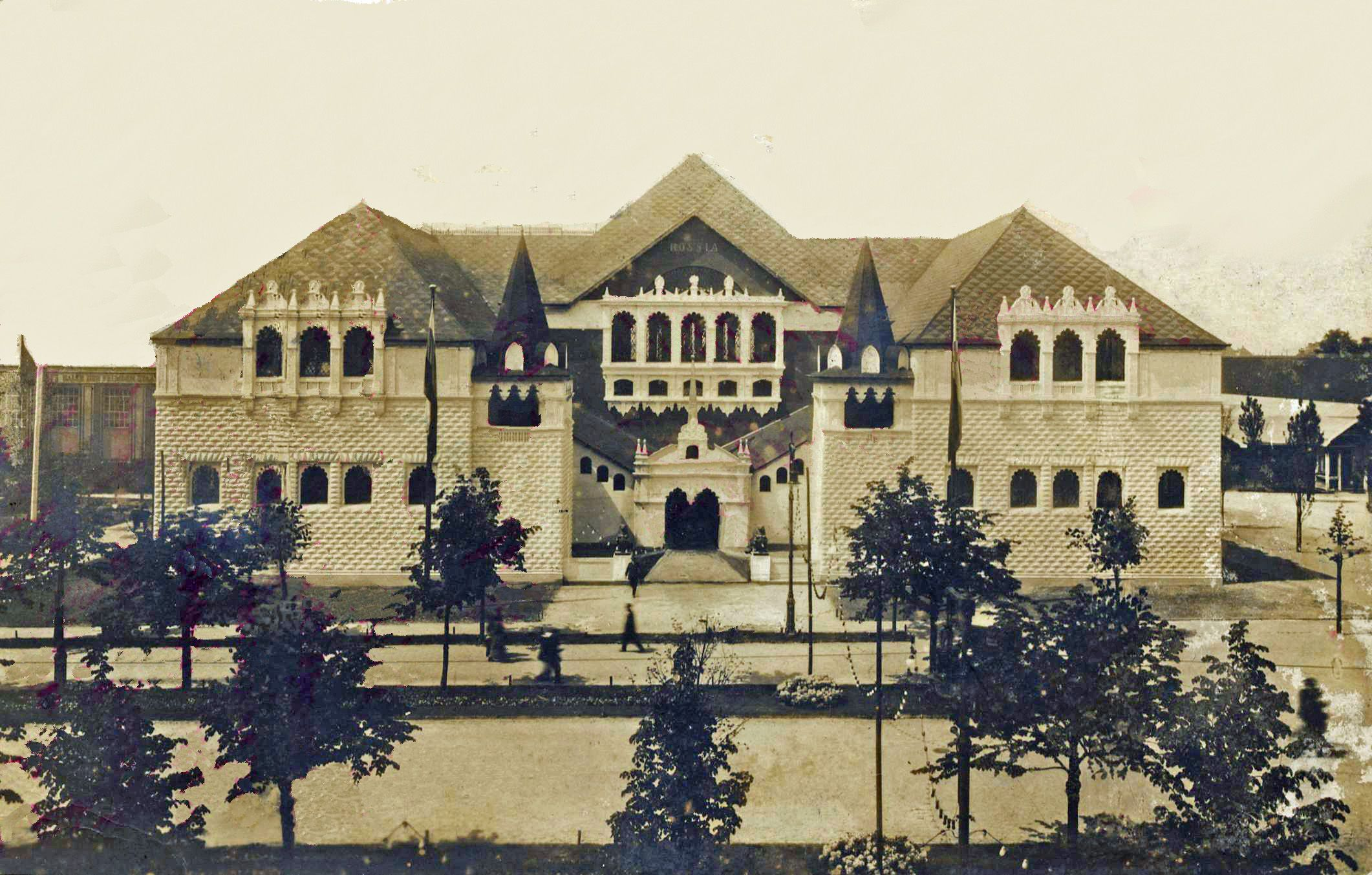
Russischer Staatspavillon
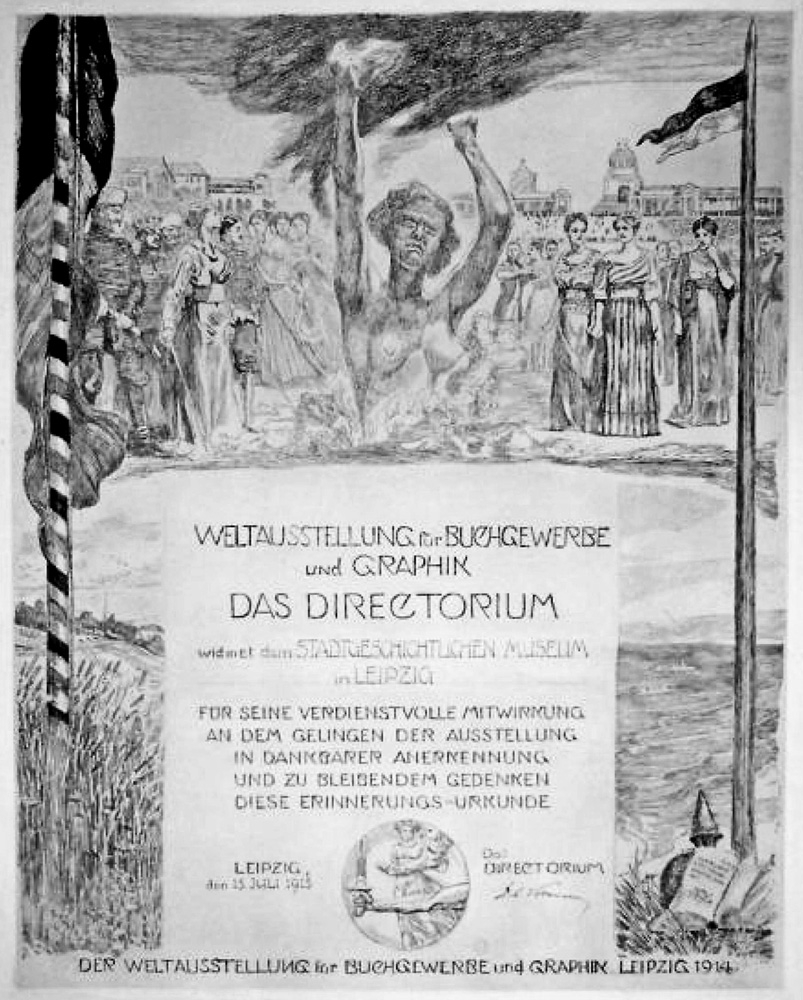
Erinnerungsurkunde an die Bugra

## Nachfolgeausstellungen
In der weiteren Folge fanden die Buchmessen nun im Rahmen der Leipziger Mustermesse, der größten internationalen Weltmusterschau, im Frühjahr und im Herbst statt. Dabei wurde sowohl ein Messehaus in der Petersstraße in der Leipziger Innenstadt genutzt als auch eine Halle auf dem Messegelände, in der zur Herbstmesse 1919 ein Großbrand ausbrach. Schließlich zog man in eigene Räume im Deutschen Buchgewerbehaus, auf das dann auch der Name Bugra-Messehaus überging.
Die Tradition der Bugra wurde in der DDR im Rahmen der jeweils zu den Frühjahrsmessen stattfindenden Leipziger Buchmessen fortgesetzt. Die schwierige Nachwendephase überlebte sie jedoch nicht. Die letzte Weltausstellung für Buchgewerbe und Graphik (Bugra) fand in Abwesenheit der großen westdeutschen Maschinenbauunternehmen und Branchenverbände 1993 statt. Die für den August 1994 geplante Ausstellung wurde vier Monate vor Messebeginn abgesagt. „Die ‚schwierige konjunkturelle Lage und ein derzeit wenig attraktiver Markt in den neuen Bundesländern‘ hätten viele potentielle Aussteller davon abgehalten, sich an dieser Fachmesse für das grafische Gewerbe zu beteiligen.“ Aussteller und Kunden treffen sich jetzt vorwiegend auf der seit 1951 alle drei bis fünf Jahre, seit 2000 im vierjährigen Rhythmus, in Düsseldorf stattfindenden Printmedienmesse drupa.

## Ausstellungen
- 2014: Die Welt in Leipzig: Bugra 1914, Deutsches Buch- und Schriftmuseum, Leipzig. Begleitbuch.